# San Carlos (Salta)
San Carlos is een plaats in het Argentijnse bestuurlijke gebied San Carlos in de provincie  Salta. De plaats telt 3.226 inwoners.